# Карааспанское
Карааспанское (каз. Қарааспанское) — село в Ордабасинском районе Туркестанской области Казахстана. Входит в состав Карааспанского сельского округа. Код КАТО — 514643680.

## Население
В 1999 году население села составляло 419 человек. По данным переписи 2009 года, в селе проживали 262 человека (136 мужчин и 126 женщин).